# Joseph Goebbels
Paul Joseph Goebbels (29. oktober 1897 – 1. maj 1945) var en fremstående tysk nazist, der var Det Tredje Riges propagandaminister fra 1933 til 1945. Som minister for presse, radio- og filmproduktion var han strategen bag landets præsentation af sig selv. Goebbels var kendt for sine retoriske evner, sin fanatisme og antisemitisme. Hans indflydelse sikrede minutiøs kontrol med Hitlers taler, film og aviser. Goebbels havde en doktorgrad og var en blandt flere intellektuelle nazistiske ledere.

## Tidligt liv
Goebbels' forældre, bogholder Fredrich Goebbels og hans kone Marian, var katolikker i et protestantisk område i Rheydt. Som barn var han ved at dø af lungebetændelse. Ved århundredskiftet led han af osteomyelit knoglebetændelse, der førte til lammelse af hans højre fod. To års behandling mislykkedes, og den blev en klumpfod.
Det førte til både fysiske og sociale problemer for Goebbels. Han følte sig udenfor og begyndte at blive bitter på skolen, men opdagede glæden ved at læse. Han kompenserede for sine fysiske begrænsninger ved at dyrke et skarpt intellekt og blev en elev, der udmærkede sig. Han var endnu ikke antisemit, og flere af hans vellidte lærere var jøder. Han var i kort tid forlovet med en pige af jødisk herkomst.
Ved begyndelsen af 1. verdenskrig var han voksen, men kunne som følge af sit handicap ikke blive soldat. Alligevel blev verdenskrigen et vendepunkt for ham, idet han lod sig rive med af de patriotiske strømninger og for første gang følte et fællesskab med det tyske folk. Hans mor var hollandsk, hvilket han altid forsøgte at holde skjult.
I 1917 immatrikuleredes Goebbels ved Universitetet i Bonn. Hans forældre havde en anstrengt økonomi, men finansierede hans studier. En mulighed for Goebbels havde været at tage statseksamen. Det ville sikre ham en stilling som embedsmand. I stedet satsede han på en doktorgrad i teater- og litteraturvidenskab ved universitetet i Heidelberg. Det kunne han takket være forældrenes støtte. Han afleverede sin disputats om den tyske dramatiker Wilhelm von Schützs romantiske dramaer i 1921. Han blev "hr. doktor" og underskrev sig "Dr. G".
Han stilede nu mod at blive freelance-journalist og forfatter. Imidlertid betød Tysklands trængte økonomi, at han måtte søge en fast indtægt men han fik ikke arbejde og levede i fattigdom. Gennem sin veninde fik han en beskeden stilling i Dresdner Bank i 1923, men blev sagt op samme år.

## Goebbels og nationalsocialismen
Goebbels meldte sig ind i NSDAP i 1924. Her modsatte han sig i starten Hitlers ledelse, men skiftede hurtigt side og blev en af Hitlers mest loyale tilhængere. Hans dagbøger indholder mange eksempler på hans beundring for Hitler. Han var i begyndelsen langt mere socialistisk end Hitler, som ikke ville høre om nationalisering: "Vi står på lovens grund og vil ikke give et jødisk udbyttersystem et juridisk påskud til at plyndre vort folk fuldstændig." Goebbels skrev i sin dagbog den 15. februar 1926, at Hitlers tale sandsynligvis var en af de største skuffelser i hans liv, og at han undrede sig over, om Hitler var en slags reaktionær med klar dømmekraft, siden han mente, at Italien og Storbritannien var "naturlige allierede", og at Tyskland måtte blive "arving til Rusland"  Hitler inviterede Goebbels til München og forklarede ham personligt om sin tale. Den 13. april 1926 skrev Goebbels i sin dagbog: "Jeg bøjer mig for den, som er større, for det politiske geni."
Goebbels havnede tidligt i kredsen om Gregor Strasser, som understregede, at socialismen og det sociale spørgsmål i nationalsocialismen var stærkere end kredsen om Hitler, og han var med til at udgive Strassers Nationalsozialistische Briefe. Efter Bambergkonferencen den 14. februar 1926 bestemte Goebbels sig for at gå over til Hitler. Den 28. oktober samme år udnævnte Hitler ham til gauleiter for Berlin-Brandenburg. På det tidspunkt havde nazistene minimal opslutning i Berlin, som med sin store arbejderbefolkning var socialistisk og kommunistisk domineret. Med en intens indsats lykkedes det Goebbels at få vælgere og opbygge det nazistiske partiapparat i byen. Det blev en forudsætning for Hitlers magtovertagelse i 1933. I 1926 stiftede Goebbels partiavisen Der Angriff, hvor han var redaktør. Fra og med 1928 blev han medlem af Rigsdagen, og Hitler, som havde bemærket hans evner som kommunikatør, udnævnte ham i 1929 til partiets propagandachef. Den 19. december 1931 giftede Goebbels sig med Magda Behrendt, der var vokset op som Magda Friedländer efter sin jødiske stedfar Richard Friedländer, som blev dræbt i Buchenwald. Magdas første ægteskab med en meget ældre mand blev opløst, fordi hun bedrog ham (kilde?) med zionisten Haim Arlosoroff (en). I ægteskabet med Goebbels fik hun seks børn. Til ære for Hitler fik alle børnene navne, som begyndte med H:
- Helga (født 1. september 1932).
- Hildegard (født 13. april 1934).
- Helmut født (2. oktober 1935).
- Hedwig født (19. februar 1937).
- Holdine (født 1. maj 1938).
- Heidrun (født 20. oktober 1940).

Magda havde fra sit første ægteskab sønnen Harald Quandt, som var det eneste af hendes børn, der overlevede krigen. Harald og hans halvbror Herbert Quandt byggede videre på deres far Günther Quandts livsværk og blev multimilliardærer på indtægter fra BMW, batteriproducenten VARTA og maskinindustrien IWKA, nu under navnet Kuka.

## Goebbels som propagandaminister
Da Hitler kom til magten som Tysklands rigskansler i 1933, blev Goebbels udnævnt til partiets propagandaminister. Han fik kontrollen over alle tyske medier. Som øverste leder for tysk radio, aviser, musik, teater, litteratur og film rakte hans indflydelse helt ned på detailniveau. Særligt optaget var han af at styre den tyske filmindustri: Han bestemte, hvilke film der skulle produceres og havde også indflydelse på valget af skuespillere. Hitler blev rasende på Goebbels, da han hørte, at en affære med den tjekkiske filmstjerne Lída Baarová var ved at føre til skilsmisse fra Magda. En rasende Hitler, som var nær ven af fru Goebbels og frygtede offentlig skandale, tvang Goebbels til at afslutte forholdet. Fra 1938 til krigsudbruddet holdt Goebbels lav profil over for Hitler. Forholdet blev styrket igen, da den tyske krigslykke vendte i 1942 og blev endda stærkere end før, da behovet for hans propagandatalent voksede.
De allierede afviste længe Goebbels som en primitiv rabulist. Imidlertid havde han afgørende betydning for, at den tyske kampmoral blev holdt oppe så længe, som den gjorde. Hans dagbøger viser en mand, som tydeligt vidste, hvordan politisk propaganda skulle skabes for at påvirke mest effektivt. Propagandaens mål var at få tilhøreren til at gøre, som propagandisten ville. For at nå det mente Goebbels, at propaganda ikke måtte virke for åbenbar: Den skulle virke indirekte. Modtageren måtte ikke fornemme, at han blev manipuleret. Propagandaen skulle spille på modtagerens forståelseshorisont og holdninger. Propagandaen burde også have en vis kerne af sandhed. Folket ville let gennemskue løgne. Det var årsagen til, at tyske aviser begyndte at offentliggøre lister over faldne tyske soldater, vise film og billeder fra bombningen af tyske byer og ikke hemmeligholdt de tyske nederlag i Afrika og ved Stalingrad.
Goebbels var overbevist om, at film var det stærkeste propagandamedie. Han var selv en glødende filmentusiast. Der blev under hans kontrol produceret over 1.000 spillefilm i Tyskland. Hans interesse mærkedes også i optagelser fra Olympiaden i Berlin i 1936 og Hitlers taler. Selv da den allierede bombning øgedes mærkbart i 1942, fortsatte de tyske filmstudier med at producere film på samlebånd. De allerfleste var tilsyneladende upolitiske underholdningsfilm, kun få havde et påviseligt nazistisk budskab. Det var en helt bevidst politik fra Goebbels' side: De lette underholdningsfilm skulle distrahere folkets opmærksomhed fra naziregimets negative sider og krigens rædsler.
Dem var han selv fuldt informeret om. I sin dagbog den 27. marts 1942 skrev han om fordrivelsen af de polske jøder: "der bruges en temmelig barbarisk fremgangsmåde, der her ikke skal beskrives nærmere, og af jøderne selv bliver der ikke meget tilbage. I det store og hele kan det siges, at omkring 60 % af dem vil blive likvideret, mens kun cirka 40 % af dem kan anvendes til tvangsarbejde". På propagandakonferencen den 9. marts 1942 kritiserede han avisen Deutsche Allgemeine Zeitung (DAZ) for ikke at trykke artikler om "jødespørgsmålet": "Det her må betegnes som den rene uforskammethed. Føreren holder f.eks. ikke en eneste tale, hvor han ikke betegner jøderne som hovedskyldige i krigen, og siger, at udslettelsen af dem er noget, der hensynsløst må gennemføres". DAZ blev derfor pålagt at trykke alle de antisemitiske meldinger, som blev publiceret, og han sørgede for, at avisen trykte en "tvangsudgave" med en melding om et antisemitisk indlæg i den britiske avis Truth. Den 20. marts 1942 skrev Goebbels i sin dagbog om en samtale, han havde haft med Hitler dagen før: "Til slut snakkede vi om det jødiske spørgsmål. Her er Føreren kompromisløs som altid. Jøderne må ud af Europa, om nødvendigt med de mest brutale metoder". Nogle dage før den 7. marts skrev han om jødespørgsmålet: "Jødespørgsmålet må nu løses i fælleseuropæiske rammer. Der er mere end 11 millioner jøder i Europa. De må senere en gang først koncentreres i øst. Eventuelt kan man tildele dem en ø som Madagaskar efter krigen. Uanset hvad, bliver der ikke ro i Europa, før jøderne i det europæiske område bliver udryddet ". Den 14. juni 1942 trykte ugebladet Das Reich en artikel af Goebbels, hvor han skrev: "I denne krig driver jøderne deres nederdrægtige spil, og de kommer til at betale for det, ved at deres race bliver udryddet i Europa og måske også langt uden for Europas grænser." Den 9. maj 1943 skrev han i Reich: "Ingen af Førerens profetiske ord er gået i opfyldelse med en så uhyggelig sikkerhed og lovmæssighed som det om, at hvis jøderne skulle klare at få gang i en ny verdenskrig, ville dette ikke føre til udslettelse af den ariske menneskehed, men af den jødiske race."
Den 18. februar 1943 holdt Goebbels sin mest kendte tale – Sportpalasttalen – hvor han erklærede "den totale krig". Her meddelte han sit ønske om at gennemføre en fuld mobilisering af Tysklands befolkning for at skaffe tiltrængte ressourcer til landets væbnede styrker og industri. Det var en af hans vigtigste taler. Talen blev holdt foran et udvalgt og fanatisk publikum, der begejstret svarede ja til spørgsmålet: "Ønsker I den totale krig?". Talen var et led i hans og Albert Speers bestræbelser på at overbevise Hitler om, at Tysklands ressourcer måtte udnyttes fuldt ud til krigsindsatsen. Endnu var der ikke indført krigsøkonomi i Tyskland grundet modstand fra dele af af det tyske næringsliv og landets krigsmodstandere.
Talen blev begyndelsen på Goebbels' mest indflydelsesrige tid. Hans indsats og magt øgedes i takt med Tysklands problemer, og han sås oftere offentligt. Hans mange taler og besøg blandt folket gjorde ham til den synligste repræsentant for Tyskland. Med sine talegaver og personlige udstråling gjorde han et troværdigt indtryk på mange. I sit arbejde for at opretholde kampmoralen og begejstringen i det tyske folk brugte han de allieredes krigshandlinger i propagandaen. Tyske aviser udlagde det som, at de allierede var skyld i krigen.
I løbet af 1943 blev Goebbels gjort opmærksom på den faldende moral i det tyske folk. Han anbefalede: "Slå rygteskabere ned, hvor vi så end møder dem, om end det er i selskaber, på sporvogne, i undergrundsbaner eller ved private samtaler." Som gauleiter i Berlin oprettede Goebbels dertil sin "organisation B". Om den skrev han i dagbogen: "I går aftes begyndte tre mænd fra organisation B deres arbejde i arbejderkvartererne. De tjekkede 35 beværtninger uden at gøre sig bemærket. De var fast besluttet på at gå til håndgribeligheder, hvis der blev sagt noget mod Føreren eller mod krigen i almindelighed." Det fik de ikke grund til den aften, men senere skrev Goebbels: "Det var det eneste tilfælde, hvor nogen offentligt vovede at tale mod ledelsen og krigen. Labanen fik da også straks den behandling, som han havde gjort sig fortjent til, og blev derefter overladt til politiet." 
Goebbels reagerede særdeles resolut efter attentatet mod Hitler den 20. juli 1944 og vendte stemningen.
Det var Goebbels taktik at trække paralleller til historiske hændelser for at underbygge sine påstande. Med sine kundskaber i historie og argumentationsteknik fik han det til, at Tyskland sikkert ville vinde krigen mod alle odds. Det kom særligt til udtryk i propagandaministeriets investering i en kostbar farvefilm om tysk kampvilje under Napoleonskrigene. Budskabet i spillefilmen Kolberg var, at når alt ser mørkest ud, gælder det om ikke at give op: Udholdenhed vil til sidst belønnes med, at lykken vender. Da Wehrmacht nærmede sig det totale sammenbrud, organiserede og ledede Goebbels Volkssturm kampenheder, som bestod af tvangsudskrevne, ukampdygtige civilister – unge som gamle. Ifølge Goebbels ville disse enheders stærke kampvilje alene kunne vende krigen. Da nederlaget nærmede sig, rygtedes det i Tyskland, at Hitler snart ville indsætte et nyudviklet "mirakelvåben" (V2 raketter med atomvåben), som hurtigt skulle slå fjenden tilbage. Goebbels medvirkede stærkt til spredningen af rygterne. Resultatet var, at den tyske kampmoral blev holdt oppe helt til det sidste, og at naziregimet endnu havde en vis tilslutning, selv da nederlaget var et faktum.
I lighed med Hitler var Goebbels ekstremt racistisk og antisemitisk og deltog ikke alene i angreb på jøderne med propaganda. Han havde også en central rolle i boykotten af jødiske forretninger, pogromen mod den jødiske befolkning under Krystalnatten fra 9-10. november 1938 og udryddelsen af Berlins jødiske befolkning fra og med 1941.
Under sin rundrejse i USA gjorde Sigrid Undset opmærksom på, at alle skandinaviske nobelprismodtagere bortset fra Knut Hamsun havde skænket deres guldmedaljer til Finlandshjælpen. I juni 1943 skænkede Hamsun sin medalje til Goebbels efter sit besøg i Tyskland med ordene, at han ikke kendte nogen "som så utrætteligt, år efter år, har skrevet og talt Europas og menneskehedens sag så idealistisk som De, hr. rigsminister".

## De sidste dage
Hitler og hans nærmeste befandt sig i foråret 1945 i førerbunkeren i Berlin. Goebbels var den mest fanatiske af nazilederne og var totalt afvisende over for enhver form for overgivelse. Han insisterede på at være ved Hitlers side lige til det sidste. Hitler bestemte i det testamente, han dikterede kort før sit selvmord, at Goebbels skulle følge ham som tysk rigskansler. Storadmiral Karl Dönitz blev udpeget til rigspræsident. Førertitlen gik dermed ud af brug. Goebbels havde kun sit embede som rigskansler i én dag. Han var isoleret i Berlin, og hans hele territorium udgjorde kun nogle få kvadratkilometer. Det eneste, han nåede, var at forsøge at få en våbenstilstand mellem Tyskland og Sovjetunionen. Da det mislykkedes, valgte han at begå selvmord frem for at blive taget til fange af de sovjetiske styrker. Magda valgte ikke bare at dø sammen med ham, men bestemte, at de også skulle tage livet af deres børn, for at hindre dem i at vokse op i en ikke-nazistisk verden "i skam og udnyttelse". Både Goebbels og hans kone frygtede, at de sovjetiske styrker ville tage hele familien til fange.
Detaljerne om familien Goebbels' død er uklare – på samme måde, som de er om Hitlers død. Den almindelige forklaring lyder, at Goebbels og hans kone begik selvmord ved at tage cyanid, mens andre påstår, at Goebbels skød sin kone og derefter sig selv. Da ligene blev fundet af sovjetiske soldater, var det ikke muligt at fastslå dødsårsagen.
Der blev dog indsamlet en militærpistol fra Goebbels, som efter sigende skulle have været våbenet, som endte familiens dage.
Pistolen er siden dukket op hos en dansk samler.[kilde mangler]